# Котката в Древен Египет
Котката (на древноегипетски miu) е на почит още от най-ранната история на Египет. За общество, чиято икономика лежи изцяло на реколтата от зърнени култури, гризачите представляват сериозна опасност. Котката – в ролята си на ловец на мишки и плъхове, е пръв приятел на египтянина. Тя е земно превъплъщение на богинята Бастет.
Тези котки от породата Египетска мау, познати и отглеждани днес в различни краища на света, са били тачени не само в култови храмове, а и в частните домове. Съществувал е закон, според който при пожар в къщата котката трябва да бъде спасена възможно най-бързо. Също така при смъртта на домашна котка цялото семейство трябва да спазва траур – мъжът не се бръсне определен период от време, посипва главата си с пепел, жената разголва гръдта си. А ако човек – неволно или умишлено, причини смъртта на котка, го очаква смъртно наказание.
Изображения на котки могат да бъдат видени в ловни сцени, украсяващи стените на гробници. В гробницата на Небамун (18 династия) има изображение на починалия, плаващ с тръстикова лодка сред тръстикови блата, обитавани от множество птици. Ловът се е извършвал чрез прицелване и удар с дървена палка, като котката е дресирана да донесе на ловеца ударената птица.
На сцени, изобразяващи пътуването на бога-слънце Ра в неговата слънчева ладия, котката играе важна роля. Тя държи нож и посича демонът Апофис, който при всеки залез се опитва да погълне бога-слънце. За това статуетките на котки често имат слънчева символика - изображение на скарабей или крилат слънчев диск на гърдите, което показва тясната им връзка със слънчевите митове.
Много разпространени са и статуите на изправена котка с малките ѝ, също седящи в типичната поза в краката и, както и на легнала странично котка, кърмеща малките си.